# No matarás (película de 2020)
No matarás es una película española de 2020 dirigida por David Victori y protagonizada por Mario Casas, Milena Smit, Elisabeth Larena y Fernando Valdivielso.

## Sinopsis
Dani, un buen chico que durante los últimos años de su vida se ha dedicado exclusivamente a cuidar de su padre enfermo, decide retomar su vida tras la muerte de éste. Justo cuando ha decidido emprender un largo viaje, conoce a Mila, una chica tan inquietante y sensual como inestable, que convertirá esa noche en una auténtica pesadilla. Las consecuencias de este encuentro llevarán a Dani hasta tal extremo que se planteará cosas que jamás habría podido imaginar.

## Reparto
- Mario Casas como Daniel "Dani" Aranda Celaya.
- Milena Smit como Mila.
- Elisabeth Larena como Laura Aranda Celaya.
- Fernando Valdivielso como Ray.
- Javier Mula como Berni.
- Aleix Muñoz como Delgado.
- Andreu Kreutzer como Fornido.
- Oscar Pérez como Primo.
- Xavi Siles como Inspector.
- Miguel Ángel González como Mendigo.
- Gerard Oms como Gerard.
- Xavi Sáez como Rubén.
- Eduardo Telletxea como Agente.
- Victor Solé como Segurata.
- Paco Trenzano como Vecino.
- Laura Weissmahr como Novia Berni.
- Aysha Daraaui como Novia Delgado.

## Premios y nominaciones
Premios Goya
| Año  | Categoría                                                 | Resultado |
| ---- | --------------------------------------------------------- | --------- |
| 2021 | Mejor interpretación masculina protagonista a Mario Casas | Ganador   |
| 2021 | Mejor actor revelación a Fernando Valdivielso             | Nominado  |
| 2021 | Mejor actriz revelación a Milena Smit                     | Nominada  |

65.ª edición de los Premios Sant Jordi
| Categoría                        | Candidato   | Resultado |
| -------------------------------- | ----------- | --------- |
| Mejor actor en película española | Mario Casas | Ganador   |

Premios Feroz
| Año  | Categoría                                               | Resultado |
| ---- | ------------------------------------------------------- | --------- |
| 2021 | Mejor película dramática                                | Nominada  |
| 2021 | Mejor dirección a David Victori                         | Nominado  |
| 2021 | Mejor actor protagonista a Mario Casas                  | Ganador   |
| 2021 | Mejor música original a Federico Jusid y Adrián Foulkes | Nominados |

Premios Forqué
| Año  | Categoría                                                    | Resultado |
| ---- | ------------------------------------------------------------ | --------- |
| 2021 | Mejor interpretación masculina en una película a Mario Casas | Nominado  |